# Костенко, Николай Фёдорович
Николай Фёдорович Костенко (рум. Nicolai Costenco; 21 декабря 1913 — 29 июля 1993) — молдавский писатель.

## Биография
Родился 21 декабря 1913 года в Кишинёве, вырос в Чигорянах.
Учился в Ясском университете.
Работал редактором журнала Viaţa Basarabiei с 1934 по 1940 годы.
После присоединения Бессарабии к СССР в 1940 году Костенко работал в журнале «Ниструл» («Днестр»).
В 1941 году был депортирован в Сибирь. В 1956 году — реабилитирован.
Умер 29 июля 1993 года в Кишинёве.

## Творчество
Начал печататься в 1934 году. Первый сборник «Стихотворения» вышел в 1937, затем опубликованы сборники «Часы» (1939), «Языческие элегии» (1940).
Выпустил сборники «Новые стихотворения» (1960), «Стихотворения» (1961); на русском языке — «Постоянство» (1959), «Молдавские напевы» (1961). Автор очерков и рассказов из жизни молдавского села, романа «Североград» (1962) о тружениках Севера.
Перевёл на молдавский язык произведения Пушкина, Лермонтова, Шевченко, Есенина, Блока.

## Награды, премии, почётные звания
- Медаль «За трудовую доблесть» (1960)[1]
- Государственная премия Молдавской ССР (1988)
- почётный член Академии наук Молдавии (1992)[2]